# 猪圆环病毒
猪圆环病毒（Porcine circovirus，PCV）是一种单链DNA病毒(class II)，无囊膜，单股环状。病毒衣壳呈20面体对称结构，直径约17 nm。猪圆环病毒属圆环病毒科圆环病毒属。
猪圆环病毒是在真核生物中自主复制的最小病毒病毒在感染细胞的核内复制，利用宿主的聚合酶进行基因组扩增。
猪圆环病毒共有两个毒株：I型和II型。猪圆环病毒I型首次发现于1974年，可以进行感染，但不会导致猪发病。病毒II型会导致猪发生断奶仔猪多系统衰竭综合征（postweaning multisystemic wasting syndrome，PMWS）。
目前，已经存在猪圆环病毒的商品化疫苗(ATCvet code: QI09AA07)。
2010年3月22日，由于发现存在病毒污染，美国食品药品监督管理局 (FDA)卫生部门建议医生停止使用Rotarix。Rotarix是美国批准的两种轮状病毒疫苗之一。旧金山的一个独立科研团队在两个批次的Rotarix发现了猪圆环病毒1型的DNA。后来，葛兰素史克确定了污染的存在，同时也确认了这一污染可能在产品研发早期就存在，包括FDA批准的临床试验中。
对另一种注册輪狀病毒疫苗RotaTeq的检测也发现了PCV-1和PCV-2的一些部分。猪圆环病毒I型是否会导致人类或其它动物发生疾病仍然未知。
2010年6月8日，FDA决定在美国继续使用Rotarix和RotaTeq疫苗。